# Gheorghe Pârnuță
Gheorghe Pârnuță (n. 31 mai 1915, Rucăr, România – d. 16 iunie 2009, București, România) a fost un profesor universitar doctor, istoric al învățământului din România, scriitor, membru de onoare al Academiei Oamenilor de Știință din România 10 septembrie 1991. Al treilea copil al familiei Ion Mihai Pârnuță (Niță) și Maria Pârnuță (Măruța), ambii, urmașii unor moșeni rucăreni. Primii doi copii ai familiei erau o fată, Muța, căsătorită cu Neculae Idoraș, și un băiat Moise, ajuns brigadier silvic.

## Familia
Tatăl, Ion Mihai Pârnuță, a căzut eroic în luptele de la Pravăț în 16 octombrie 1916. Osemintele sale se odihnesc în Mausoleul de la Valea Mare, Mateiaș. Mama, Maria Pârnuță, născută Simion (1891-1949), este îngropată în Cimitirul Bisericii Rucăr-Suseni. Soldatul Ion Mihai Pârnuță fusese înrolat în compania a 3-a, batalionul 1 din regimentul 70 infanterie Muscel, comandat de maiorul Grecescu Grigore. Deși soția, Maria, i-a presimțit moartea și a plecat spre câmpul de luptă pentru a-i arăta pe ultimul născut, Gheorghe, nu l-a apucat în viață și nu a putut să-l ia pentru a-l îngropa creștinește. Eroul a fost îngropat de tovarășii săi de luptă pe locul unde căzuse. Trupul îi va fi dezgropat mai târziu și adus la Mausoleul de pe Mateiaș. Soția, Constanța Bărbulescu, s-a născut la 19 noiembrie 1919 la Câmpulung Muscel. Tatăl său, Ion Bărbulescu fusese preot la Biserica Domnească din oraș și protoiereu al județului Muscel de la 1 iunie 1914. A decedat pe front participând la război ca preot militar, confesor la Garnizoana Câmpulung. Maiorul preot Ion Bărbulescu a fost decorat post-mortem cu ordinele ‘’Coroana României’’ și ”Steaua României”. Mama, Elena Bărbulescu, născută Angelescu, originară tot din Câmpulung, a rămas văduvă la 32 de ani cu 6 fete: Virginia, Adelina, Tina, Meta, Aurica și Constanța.
Soții Pârnuță au doi copii: Marilena, primul născut, absolventa a Facultătii de Matematică – Universitatea din București, căsătorită cu Dan Răuță, medic primar, doctor în medicină, specialist în nefrologie la Spitalul “Carol Davilla” din București. Mihai Iosif, al doilea copil al soților Pârnuță, a absolvit Facultatea ASE – Secția Comerț Exterior.

## Studii și activitate profesională
- 1922 – 1926 Școala Primară din Rucăr
- 1926 – 1927 urmează cursurile Seminarului orfanilor de război din Câmpulung, înființat în chiliile fostei mânăstiri Negru Vodă. Seminarul a fost desființat în 1934 deoarece a ars clădirea în incendiul din luna mai. Purtarea brutală a unui călugăr care l-a blestemat pentru că nu iși făcuse cruce când intrase în Mânăstire, locul unde se faceau înscrierile, l-a determinat să se înscrie și să reușească la examenul organizat la Școala normală Carol 1 din Câmpulung Muscel.
- În 1927 – 1934 urmează cursurile școlii normale obținând diploma de învățător. Are o adâncă recunoștință prof. Traian Cristescu, cel care l-a făcut să îndrăgească istoria și l-a indrumat în tainele descifrării documentelor vechi românesti, scrise în chirilică. Tot el l-a ajutat în dezvoltarea unor cunoștințe care i-au fost extreme de utile în munca de cercetare – alcătuirea fișelor, selectarea materialelor pentru o lucrare, etc.
- În 1926 august este ridicat “Monumentul eroilor din primul război mondial”, creat de sculptorul muscelean Dimitrie Mațăuanu. Pe cele patru laturi sunt săpate numele a 216 militari din localitate care au căzut eroic în primul război mondial. În rândurile Reg. 70 infanterie este menționat și soldatul Pârnuță Ion, tatăl profesorului Gheorghe Pârnuță. Numele acestuia se regăseste dăltuit și pe plăcile de marmură ale “Mausoleului Mateiaș”, construit în fața vârfului Mateiaș între 1928-1935 de arhitectul Dumitru Ionescu-Berechet.
- 1934 – 1937 – timp de 4 ani, obține supliniri la diverse școli din zona: 1934-1935 Școala din catunul Ciocanu, 1935-1936 școlile din Micloșani, Podul Dâmboviței și Dâmbovicioara, 1936 – 1937  Școala din Dragoslavele.
- 1937 – 1938 – este chemat să își satisfacă stagiul militar. Termină cursurile Școlii nr. 1 de ofițeri de infanterie de rezervă de la Ploiești.
- 1938 septembrie, este numit profesor titular la Școala din Luncu de Sus, cătunul Ugra, din județul Ciuc cu populație majoritară maghiară (ceangăi). În comuna vorbeau românește doar șeful de post și patru învățători. Școala cu clasele I-V funcționa într-o singura cameră, alternativ cu o clasă pentru adulți.

Urmează cursurile de sociologie de la Soroca, sub îndrumarea prof. Dimitrie Gusti, inițiate pentru profesori de școli tărănești și directori de cămine culturale.
- 1939 publica în colecția “Biblioteca folclorului român”, București, următoarele lucrari: “ De la noi din Rucăr”, “Flori de peste munți”, “De la frații noștri din secuime” – broșuri de câte 32 de pagini fiecare. Avea pregătit pentru tipar “Monografia Rucăr”, merge acasă să aduca bani pentru tipar, însă găsește ordinul de concentrare și retrage manuscrisul.

În martie este concentrat cu gradul de sublocotenent de rezervă, la Regimentul 30 Dorobanți din Câmpulung, repartizat comandant de pluton la compania a III-a, sub comanda locotenentului Angelescu. Comandant de batalion era maiorul Ocrain de origine basarabean. Regimentul este deplasat pe linia strategică Tecuci- Nămoloasa- Galați.
- 1940 este numit la Școala Lazuri-Dâmbovița, dar nu s-a prezentat. Continuă concentrarea, săpând tancuri antitanc și se face pregatire pentru viitorul război. Este numit șef al popotei ofițerești, dar scapă de sarcină în 4 zile.

Răspunde apelului generalului Ion Antonescu și dă examen la Școala pentru pregătirea de ofițeri observatori și bombardieri – Pipera, București. Este admis printre cei 20 din 100 înscriși. La 1 august 1940 obține Brevetul nr. 1277 de personal navigant, șef de echipaj. Escadrila din care făcea parte Echipajul 7, a fost cantonată la aerodromul din Galbeni, lângă Roman. Primește misiunea să pătrundă cu avionul adanc în Basarabia și să fotografieze amplasamentele de arme, punctele întărite, unități militare și alte lucrari genistice facute de sovietici în terioriul cedat de România(dupa notele ultimative din 26-28 iunie 1940). Revine cu bine din misiune aducând informații prețioase.
- 1941-1942 este mobilizat pe frontul antisovietic și repartizat la Escadrila 19 a Flotilei I de Aviație Iasi. Împreună cu o escadrilă italiană de bombardament făceau parte dintr-o unitate comandatată de căpitanul comandor Popovici. Cu escadrila sa, Gheorghe Pârnuță participă la numeroase misiuni dincolo de Nistru, în luptele de la Bug, Nipru, Marea de Azov, Caucaz, la Rostov pe Don.

La 12 iulie 1941 participă cu un IAR 39 la bombardarea unui centru de rezistență pe malul stâng al Nistrului în pădurea “Willy”. Îndeplinește cu succes misiunea, după mai multe survolări ale inamicului, dar este rănit grav la șoldul stâng.
Generalul Petre Dumitrescu, comandantul Armatei a II-a Române și generalul Marin Manafu, comandatul Brigăzii 1 de cavalerie română, care urmăriseră comportarea curajoasă a echipajului 7, comandat de Gheorghe Pârnuță, au solicitat să fie decorați. I s-a acordat ordinul “Coroana României în grad de cavaler cu spade și panglică de Virtute Militară” prin ordinul de zi 434/41. Au fost decorați și subalternii adjutantul Dângă și caporalul Ghețău. Erau primele decorații primite de unitatea din care făcea parte.
La 16 septembrie 1941 în luptele de la Oktiabri-Vagoda, Ucraina, a fost rănit foarte grav la maxilar, fratele său, Moise Pârnuță (n. 20 august 1912 – d. 6 iunie 1995).
- 1942 ianuarie 8 Pleacă de la aerodromul de lângă orașul Melitopol pentru o misiune de patrulare pe malul Mării de Azov, pentru a observa liniile cele mai înaintate ale vânătorilor de munte romăni care înaintau spre Caucaz. La întoarcere observă 3 vase de război sovietice care se îndreptau către Mariupol pentru a debarca trupe. A transmis imediat informația prin Morse, iar vasele au fost bombardate. Pentru indeplinirea misiunii i s-a conferit Ordinul Național “Steaua României”.

Revenit de pe front în august 1942 este mobilizat ca ofițer educator la Școala normală “Carol I” din Câmpulung, militarizată între timp. În martie 1943 este înaintat la gradul de locotenent de aviație în rezervă. Până în octombrie 1944 a fost desemnat comandant al Batalionului de elevi al școlii.
- 1942-1944 dorește să se înscrie în învațământul superior însă nu era permis ca un absolvent de Școală normală să se înscrie la facultate. Este nevoit să dea examen în particular la Liceul “Dinicu Golescu” din Câmpulung Muscel pentru a obține diploma de bacalaureat.
- 1944-1945 îl găsește titular la Școala primară de băieti nr. 2 din Câmpulung. Prin ordin al Ministerului Educației nationale a fost numit subinspector la Cancelaria Inspectoratului Școlar Muscel.
- 1946 Este ales Președintele Consiliului de adminstrație al Obștei moșnenilor din Rucăr. Împreună cu învățătorul Dan Radescu, scriitorul Mihail Lungeanu, preotul Ilie Băcioiu și notarul Ion Cârciumărescu hotărăsc să redeschidă procesul obștei, pentru  a readuce în proprietatea obștei 22 de munți.
- 1944-1948 Urmează cursurile Facultații de Litere și Filosofie, secția Filosofie, a Universității din București. Ascultă prelegerile unor mari profesori ca istoricii: Constantin C. Giurescu, Petre Panaitescu; sociologii: Dimitrie Gusti, Traian Herseni; psihologi și filosofi: C. Rădulescu – Motru, Gh. Zapan, Mircea Florian; pedagogii C. G. Antonescu, Iosif Gabrea, I. C. Petrescu; esteticieni și critici literari: Tudor Vianu, George Călinescu. Obține Diploma de licență în 1948 cu calificativul “cum laude”. A frecventat în paralel și primii doi ani ai Facultății de Drept din București, însă s-a retras datorita taxelor mari și a cursurilor scumpe.

Este ales deputat eparhial și membru în Comisia Culturală a Arhiepiscopiei Bucureștiului. În această calitate participă cu drept de vot, la alegerea a doi patriarhi: Justinian Marina ales la 24 mai 1948 și înscăunat patriarh la 6 iunie 1948: Iustin Moisescu (fiu de invățător din satul Cândesti-Argeș) ales la 12 iunie și înscăunat patriarh la 19 iunie 1977.
- 1948-1950 funcționează ca profesor la Școala normală din Câmpulung Muscel.
- 1950 Este chemat la Securitatea din Câmpulung, reținut, anchetat, bătut, jignit, amenințat de catre maiorul Chicoș si de alții, ca urmare a unor note informative făcute de colegii săi prof. C. Mahu (profesor de muzică) și Titi Pătrășescu, fiul  fostului comandant al Legiunii de Jandarmi Muscel.

Pleacă la București unde relatează toate întâmplările cu Securitatea din Câmpulung, cumnatului său, preot Ion Ionescu-Amza, paroh al Bisericii Amza din București (astăzi Biserica Amzei) care l-a ajutat.
- 1950-1951. Din îndemnul cumnatului sau, director al Seminarului “Nifo” din București aplică și câștigă prin concurs postul de bibliotecar–șef la Direcția Biblioteci din cadrul Comitetului pentru Așezăminte Culturale. A rămas în București unde a primit ajutor de la cumnat, deșii soția și cei doi copii au rămas la Câmpulung, în casa socrului său, Ion Bărbulescu, fost paroh al Bisericii Domnești din oraș, căzut pe frontul de Răsărit în primul război mondial. Abia peste un an soția va fi detașată cu serviciul la București, însă copii au rămas în grija soacrei.

Prin concurs ocupă poziția Șef-serviciu, apoi este avansat inspector.
- 1951-1952. În 1951 a luat ființă în București Școala medie de bibliotecari, cu elevi proveniți din întreaga țară și cu o durată de 4 ani. Este numit profesor aici.
- 1952. Prin decizia nr 62 din 6 iunie 1952, semnată de ministrul învățământului Ion Nistor, este îndepărtat din învățământ, cu statutul de “dușman al poporului” (art.20 litera e). Securitatea intrase în posesia unui articol publicat în 1936 în revista “Lumina” intitulat “Pericolul bolșevismului”. Acest lucru s-a întâmplat cu sprijinul preotului Butoi din satul Piatra de lângă Mateiaș, care-l semnalase organizației de partid din Câmpulung. Pe acesta nu îl cunoscuse niciodată și nu și-a putut explica niciodată atitudinea nedemnă de un “slujitor al Domnului”.

În acelasi timp a fost îndepartată și soția Constanta Pârnuță, din postul ocupat, sub motivul de “lipsă de fonduri”.
- 1952-1954. Traversează o perioadă foarte grea, de persecuții politice, în care cea mai mare grijă este supraviețuirea familiei. Direcția Forțelor de Muncă are grijă să îl angajeze la încărcat și descărcat vagoane în Gara Filaret din București. A încercat să suplinească un profesor bolnav, însă nu avea voie decât muncă brută. Pentru a aduce un venit suplimentar începe să lucreze descifrând documente vechi și acte de la Arhivele Statului pentru particulari care îl solicitau, sau alcătuind partea de documentare la lucrări de gradul I la specialitațile istorie și lingvistică. Alcătuiește un Manual de biblioteconomie, pentru Școala de bibliotecari, însă avea interdicția să îl publice.
- 1954-1955. Reușește să obțină o suplimentare pe o catedră vacantă medical, după multe insistențe, iar apoi predă la Școala de Coregrafie din București.  După multe proteste și memorii adresate Ministerului Culturii și Ministerului Învățământului, din dispozitia ministrului Culturii Constanța Crăciun, este reîncadrat la Școala Tehnică de Bibliotecari, unde funcționeaza până în 1960. Constanța Crăciun a cerut să alcătuiască un curs de tehnică pentru bibliotecari, tipărit în 1957, însă alături de colaboratori persoane de încredere politic.
- 1961-1964. Trece prin transfer la Grupul Școlar Galvani-Tei. Funcționează cu jumătate de normă la Institutul de Științe pedagocice, ca cercetător științific principal.
- 1964-1977. Până la pensionare a predat la Institutul Pedagogic de 3 ani din București, în cadrul Facultății de Filologie, ca asistent suplinitor (1964-1967), lector suplinitor (1968), lector titular (1969) și conferențiar (1973).
- 1968. Susține și obține doctoratul în pedagogie cu teza: “Evoluția școlii romănești și gândirea pedagogică din Țara Românească (secolele XVI-XIX) – 602 pagini de manuscris dactilografiat, în fața unei comisii conduse de profesor universitar dr. Ștefan Bărsănescu, membru corespondent al Academiei Române.
- 1994. Devine membru al Asociației Oamenilor de Știință din România și al Societății de Științe Filologice din România.
- 1998 este declarat “Cetățean de Onoare” al orașului Câmpulung și al Comunei Rucăr.
- 1998 primește Diploma de Merit în partea Ministerului Educației Naționale.
- 2000 Primește premiul “George Barițiu” din partea Academiei Române.

În întreaga perioadă de activitate a realizat o bogată și valoroasă activitate științifică: 79 de volume (38 tipărite și 41 în manuscris) și peste 415 studii tipărite.

## Premiul Academiei Române
În anul 2000, în decembrie, Gheorghe Pârnuță a primit Premiul George Barițiu, unul din Premiile Academiei Române din secțiunea dedicată științelor istorice și arheologie. Motivarea acordării a fost, Pentru întreaga activitate desfășurată timp de 50 de ani în domeniul educației și școlii românești. Premiile Academiei Române - 1998

## Cărți tipărite
1. Istoria învățământului și gândirea pedagogică în Țara Românească (secolele XVI-XIX) - București, 1971, 350 pag.
2. Gheorghe Lazăr. Contribuția la dezvoltarea învățământului - București, 1973, 218 pag.
3. Învățământul în Muscel (secolele XVII-XIX) - București, 1968, 272 pag.
4. Rucăr - Monografie sociologică - București, 1972, 364 pag.
5. Începuturile culturii și învățământului în județul Dâmbovița - Târgoviște, 1971, 282 pag.
6. Învățători si profesori în revoluția de la 1848 - București, 1976, 128 pag.
7. Din istoria culturii a școlii vâlcene (secolele XVI-XIX) - Rm. Vâlcea, 1976, 280 pag.
8. Câmpulung Muscel, străveche vatră de cultură a Țării Românești - Câmpulung, 1974, 60 pag.
9. Istoria învățământului în județul Ialomița - Slobozia, 1977. 296 pag.
10. Câmpulungenii în revoluția de la 1848 - București, 1973, 60 pag.
11. Gândirea pedagogică a generației de la 1848 - București, 1968, 368 pag. (în colaborare cu A. Manolache și Gheorghe Dumitrescu).
12. Contribuții la istoria culturii și învățământului în Teleorman, vol. I - București, 1973, 352 pag. (în colaborare cu Angliei Manolache).
13. Câmpulung Muscel, ieri și azi - Câmpulung, 1974, 384 pag. (coordonator și autor, în colaborare cu I. Hurdubețiu, Flaminiu Mârțu. N. Nicolaescu și Ilie Stănculescu).
14. Istoria învățământului din Oltenia, vol. I - Craiova, 1977, 516 pag. (în colab. cu N. Andrei).
15. Liceul „Dinicu Golescu” din Câmpulung la 80 de ani de activitate - Câmpulung, 1977, 176 pag. (în colab. cu Ion Șucu)
16. Monografia Liceului Pedagogic Câmpulung Muscel (1867-1967), București, 1967, 256 pag. (în colab. cu N. Nicolaescu și Al. Bunescu).
17. Argeșeni și Musceleni în războiul din 1877-1878 - București, 1978, 92 pag. (în colab. cu V. Diaconu).
18. Istoria învățământului din Oltenia, voi. II - Craiova, 1981. 603 pag. (în colab. cu N. Andrei).
19. Ctitori de școală românească de E. Băldescu și Titu Georgescu - București, 1972, 316 pag. (coautor).
20. Descrierea publicațiilor - București, 1958, 176 pag. (în colab. cu M. Tomescu și S. lancovici).
21. Dicționar de sinonime - București, 1972, 488 pag. (coautor)
22. O prestigioasă instituție școlară: Liceul „Elena Cuza” din Craiova, Craiova, 1982, 364 pag. (în colab. cu N. Andrei).
23. Metodica predării limbii și literaturii române. Curs universitar, București, 1971, 196 pag.
24. Din istoria pedagogiei românești, voi. 2, București, 1966, 244 pag. (coautor)
25. Contribuții la istoria învățământului românesc. București, 1970, 206 pag. (coautor)
26. Istoria învățământului din România, vol. I, București, 1983, 463 pag. și 52 pagini planșe, (coautor)
27. Studii de muzicologie, vol. XIX, București, 1983, 234 pag. (coautor)
28. Școala normală „Carol I” din Câmpulung Muscel. 1867-1992, Câmpulung, 1992, 163 pag. (în colab. cu I. Popescu-Argeșel și Mărgărit Niculescu).
29. Istoria învățământului din România, vol. II, București, 1993, 493 pag. 15 planșe. (coordonatori: Anghel Manolache și Gh. Pârnuță)
30. Istoria cărții, presei si tiparului românesc. Craiova, 1994, 460 pag. (în colab. cu N. Andrei)
31. De la noi din Rucăr (Biblioteca folcorului român), București, 1939, 32 pag.
32. Flori de peste munți (Biblioteca folcorului român). București, 1939, 32 pag.
33. De la frații noștri din Secuime (Biblioteca folcorului român). București, 1939, 32 pag.
34. Din istoria pedagogiei românești, vol. 3, București, 1967, 323 pag. (coautor)
35. Istoria învățământului din Oltenia, vol. II Craiova, 1995, 372 pag. (în colab. cu N. Andrei)
36. Istoria învățământului din Oltenia, voi. III Craiova, 1998. 290 pag. (în colab. cu N. Andrei).
37. Istoria învățământului si culturii din București. Prefață acad. Dan Berindei, București, 1997, 268 pag. + 20 pag. ilustrate
38. Monografia satelor Conțești, Davidești și Voroveni din județul istoric Muscel. Craiova, 2003, .348 pag. + 19 pag. planșe (în colab. cu Mihai Gorgoi și Ștefan Trâmbaciu)
39. Învățământul și cultura în județele istorice Argeș și Muscel, vol. I. (sec. XIII-1864), Pitești, 1996, 240 pag. (în colab. cu Violeta Bărboi)
40. Oltenia la 1877. Craiova, 1998, 352 pag. (în colab. cu N. Andrei)
41. Pânza (Ocolnica) cu vechile privilegii ale orașului Câmpulung Muscel. 1215-1747. Pitești, 1996, 159 pag. (în colab. cu Ștefan Trâmbaciu)
42. Oameni de seamă dăruiți țării de orașul Câmpulung Muscel. Câmpulung Muscel, 1974, 48 pag. (în colab. cu Flaminiu Mârțu)
43. Județul Muscel. Monografie istorică și socială. București, 2001, 496 pag. (în colab. cu Dorina Panaitescu)
44. Ion Apostol, profesor, preot, scriitor, dârz luptător pentru dreptate. (Editor Gh. Pârnuțâ)
45. Rucăr-Mușcel. Istoric. Case memoriale. Amintiri. București. 1996, 321 pag.
46. Mărturii și documente școlare muscelene (1215-1918). București. 1997, 1997, 281 pag. + 14 pag. ilustrate, (în colab. cu Șt. Trâmbaciu)
47. Femeia româncă de-a lungul veacurilor. București, 1998, 202 pag. + 12 pag. ilustrate, Prefața academician Virgil Cândea.
48. Pagini din istoria culturii și învățământului românesc. București, 2003, 182 pag.
49. Documente și inscripții privind istoria orașului Câmpulung Muscel. vol. I, București, 1999, 429 pag. (în colab. cu Șt. Trâmbaciu)
50. Documente și inscripții privind istoria orașului Câmpulung Muscel. vol. II, București, 1999, 351 pag. (în colab. cu Șt. Trâmbaciu)
51. Documente privind istoria orașului Câmpulung Muscel. vol. III, București, 2000, 340 pag. (în colab. cu Șt. Trâmbaciu)
52. Documente privind istoria orașului Câmpulung Muscel. vol. IV, București, 2000, 368 pag. (în colab. cu Șt. Trâmbaciu)
53. Documente privind istoria orașului Câmpulung Muscel. vol. V, București, 2001, 337 pag. (în colab. cu Șt. Trâmbaciu)
54. Istoria obștei de moșneni din comuna Rucăr-Mușcel, județul Argeș. București, 2001, 257 pag. (în colab. cu Șt. Trâmbaciu)
55. Tezaurul documentelor comunei Rucăr-Muscel. Județul Argeș. vol. I, București, 2004. 168 pag. (în colab. cu Mihai Cătălin Răuță)
56. Tezaurul documentelor comunei Rucăr-Muscel. Județul Argeș. vol II., București, 2004, 288 pag. (în colab. cu Mihai Cătălin Răuță)
57. Tezaurul documentelor comunei Rucăr-Muscel. Județul Argeș. vol III București, 2005. 301 pag. (în colab. cu Șt. Trâmbaciu)
58. Folclor muscelean. București, 2004. 252 pag. (în colab. Cu Andreea Bucăloiu)
59. Din manuscrisele satului Rucăr-Mușcel. București, 2005, 44 pag. plus 42 pag. Illustrate
60. Monografia Municipiului Câmpulung Muscel. București, 2005, 573 pag. (în colab. cu C. Ciotei și Ion Popescu-Argeșel)
61. Școlile din orașele Tării Românești (secolele XVI-XVIII), 1970. 14 pag.
62. V.A. Urechia. Documente școlare, editată de Gh. Pârnuță, București, 2002, 420 pag.
63. Glosar de cuvinte rare, scoase din uz sau învechite, București, 2004, 165 pag. (în colab. cu Mihai Cătălin Răuță)
64. Cnezi și rumâni în Țara Românescă (sec. XIV-XVII) - București.

## Studii și articole
1. Contribuții la istoria școlii muscelene - 25 pag.
2. Idei pedagogice democratice în activitatea organizatorilor școlilor naționale. (1832), 6 pag.
3. Une jeune bulgare boursier de l’etait Roumain dans la première mortie du XIX siecle. 6 pag.
4. Fabrica de hârtie din Câmpulung Muscel la100 de ani de la înființare, 43 pag.
5. Șapte secole de zidire sufletească a bisericii rucărene. Craiova, 43 pag.
6. Două documente inedite de la Matei Basarab voievod. 4 pag.
7. Știri noi despre primele biblioteci școlare. 4 pag.
8. Figuri de dascăli revoluționari la 1848. în „Revista Arhivelor”, anul III, București, 1960
9. Academia de la Sf. Sava din București la sfârșitul secolului al XVIII-lea și începutul secolului al XVIII-lea. în „Revista pedagogică", 1960, nr. 10
10. Mărturii ale științei de carte la sate în secolul al XVII-lea. în „Revista pedagogică", 1973, nr. 7
11. Ora de educație. Principii de organizare. în „Revista învățământului profesional și tehnic", 1969, nr. 2-3
12. O școală tehnică în anii Unirii Principatelor Române. în Revista învățământului tehnic", 1963, nr. 4
13. Școala de arte de la Mavrogheni din București la mijlocul secolului al XlX-lea. în „Revista învățământului tehnic", 1964, nr. 2
14. Solidaritatea mișcării muncitorești din România cu răscoala țăranilor moșneni din partea de nord a județului Muscel. în „Analele Institutului de istorie, București. 1964
15. Vechi școli târgoviștene în secolul al XVII-lea. în „Gazeta învățământului", 1964
16. Documente privitoare la școlile din Țara Românească. în „Revista de pedagogie", 1965, nr. 2
17. Contribuții la istoria scrisului în țara noastră. în „Călăuza bibliotecarului" (în limba maghiară), 1958
18. Biblioteci pentru orbi, „Călăuza bibliotecarului", 1958, nr.2
19. August Treboriu Laurian. director al Bibliotecii naționale. în „Studia bibliologica", 1965-1966
20. Școala din Golești (Muscel), 140 de ani de la întemeiere, în „Gazeta învățământului", 1966 (iulie)
21. Documente inedite din istoria învățământului românesc, în „Revista de pedagogie", 1966, nr. 4
22. Școli în limba română în prima jumătate a secolului al XVII-lea, în „Revista de pedagogie", 1966, nr. 5
23. Ideile pedagogice ale lui Ion Ionescu de la Brad. în „Revista de pedagogie". 1968, nr. 12
24. Probleme de învățământ și educație la oamenii școlii din prima jumătate a secolului al XIX-lea, în „Analele universității din București, Seria Pedagogie”, 1970
25. Începuturile învățământului superior în limba română, în „Forum", revistă a învățământului superior, 1970, nr. I
26. Preocupări pentru studiul limbii române în Țara Românească în secolele XVII-XIX (prima jumătate), în „Analele universității din București, Seria Filologie", 1969
27. Documents concérnent les aides acordiés par les Pays Roumains aux école grecoues de l'étranger, en „Revues des études sud-est europeénnes", 1969, nr. 4
28. Un dascăl transilvănean de limba română și franceză la Academia de la Sf. Sava din București. în anul 1818, în „Forum", 1971, nr.3
29. Zaharia Boerescu, dascăl revoluționar la 1848, în „Magazin istoric", 1971, nr. 11
30. O valoroasă carte de pedagogie românească din secolul al XVII-lea. în „Analele universității din București, Seria Pedagogie", 1972
31. Gheorghe Lazăr - un moment de seamă în istoria învățământului românesc, în „Limbă și literatură". București, 1973
32. Cercul studenților români de la Viena, în „Almanahul Bisericii române din Viena". 1975
33. Școala națională din Craiova la 150 de ani de la înființare. În „Limba și literatură", București, 1976
34. 0 școală românească de acum 400 de ani, în „Revista de pedagogie", 1971, nr.3
35. Momente din activitatea antifascistă a universitarilor, în „Forum", 1971, nr.3
36. Țărani, moșneni rucăreni, la Divanul Domnesc. în „Magazin istoric", 1972, nr.6
37. Documente rucărene inedite. în „Studii și comunicări: Muzeul Câmpulung Muscel", 1982
38. Școli ortodoxe de limbă slavonă pe lângă mănăstiri. în volumul: Istoria învățământului din România, vol. I, București, 1988, 463 pag. 76-83
39. Începutul învățământului în limba română. Idem. p. 90-94
40. Școli orășenești și sătești în Țara Românească și Moldova. Idem, p. 84-90
41. Curtea domnească și a principilor transilvani, loc de educație și instrucție. Idem. p. 94 -103
42. Relațiile culturale între cele trei țări române în secolele XIV-XVI, Idem, p. 132-135
43. Școli slavo-române în Țara Românească și Moldova în secolul al XVII-lea. Idem, p. 140-152
44. Învățământul de grad superior în Moldova - Colegiul Trei Ierarhi din Iași. Idem, p. 156-158
45. Colegiul de limbă greacă (Frontisterionul) de la București. în secolul al XVII-lea. Idem, p. 159- 161
46. Învățământul și educația pentru fete în secolul al XVI-lea. Idem, p. 164-167
47. Învățământul și cultura europeană: învățământul si cultura românească. Idem, p. 180-184
48. Mitropolitul Varlaam și rolul său cultural. Idem, p. 184-185
49. Mitropolitul Simion Ștefan. Idem, p. 185-186
50. Mihail Halici-tatăl și rolul său. Idem, p. 196
51. Grigore Ureche si rolul său cultural. Idem, p. 197-198 116. Mitropolitul Dosoftei. Idem, p. 195
52. Mitropolitul Antim Ivireanul. om de cultură si educație. Idem, p. 196-198
53. Aportul învățământului românesc la dezvolatrea învățământului din țările vecine (secolele XVI-XVII). Idem, p. 211 -215
54. Învățământul românesc în ansamblul vieții culturale din secolul al XVII-lea. Idem, p. 215-220
55. Rețeaua școlară și personalul didactic din Țara Românească și Moldova în secolul al XVIII-lea. Idem. p. 233-250
56. Instrucția și educația fetelor din Țara Românească și Moldova în secolul al XVIII-lea. Idem. p. 318-319
57. Conținutul învățământului în școlile din Tara Românească și Moldova în secolul al XVIII-lea. Idem. p. 324-329
58. Manualele școlare folosite în școlile românești în secolul al XVIII-lea. idem, p. 329-337
59. Relațiile culturale dintre cele trei țări române in secolul al XVIII-lea, Idem. p. 362-368
60. Sprijinul acordat de Țările Române învățământului din Peninsula Balcanică și Orientul Apropiat (secolele XV-XVII), Idem, p. 401-406
61. Indicele general al cărții. Idem, p. 438-462
62. Două personalități ale culturii românești: Nicolae Simionide, organizatorul Școlii naționale din Argeș și istoricul și criticul literar Dan Simonescu. în: „Studii și Comunicări Muzeul Câmpulung Muscel", Câmpulung Muscel, 1984, pag. 235-242.
63. V.A.Urechia. istoric al școlilor și editor de documente școlare, în „Buletinul de Științe Filologice din România” pe anul 1984, pag. 48-51
64. Contribuții la istoria învățământului muzical românesc, în „Studii de muzicologie", București, 1985, 75-128
65. Școala și marea răscoală a țăranilor din 1907. în: „Revista de pedagogie", 1987, nr.3
66. Rolul școlii românești în războiul de Independență din 1877-1878. în „Revista de pedagogie"
67. Trei sute de ani de atestare documentară a școlii sătești din Rucăr-Muscel, în „Revista de pedagogie", 1986, nr. 11
68. Obștea de moșneni Rucăr-Muscel de la starea de devălmășie la împărțirea pe cete și părți. în: „Studii și Comunicări Muzeul Câmpulung Muscel", 1987, pag. 95-110
69. Învățământul în limbi străine la Câmpulung Muscel, la mijlocul secolului al XIX-lea, în: „Studii și Comunicări Muzeul Câmpulung Muscel", Câmpulung Muscel, 1987. pag. 163-170
70. Gheorghi Asachi (1788-1869), în „Revista de pedagogie", 1988, pag. 130-133
71. Școala românească și revoluția de la 1848, în „Revista de pedagogie", 1988, nr.4
72. Ioan Maiorescu (1811-1864). în „Buletinul de Științe Filologice din România" pe anul 1987
73. Dezvoltarea unitară a învățământului în Țările Române, premiză a înfăptuirii idealului Unirii Principatelor. în „Revista de pedagogie", 1989, nr. l, p. 53-57
74. Constantin (Dinicu) Golescu. ctitor al învățământului românesc (idei pedagogice). în „Revista de pedagogie", 1990, nr. 11, p. 89-90
75. Școli românești în Basarabia de Sud. în „Revista de pedagogie", 1991, nr.6, p. 57-61
76. Câteva date despre dascălul ardelean Samuel Ostaș de la Curtea de Argeș. în: „Studii și Comunicări Muzeul Curtea de Argeș". 1992 pag. 94-106
77. Unele documente privitoare la Școala din Curtea de Argeș în ultimele decenii ale secolului al XVIII-lea. în: „Studii și Comunicări, Muzeul Curtea de Argeș", voi. 4, 1992 pag. 107-114
78. Școli la orașe în Țara Românească și Moldova între 1821-1831. în Istoria învățământului din România, vol.IL București, 1993, pag. 24-26
79. Scoli orășenești în Țara Românească și Moldova în perioada 1832-1848. Ibidem, pag. 30-37
80. Învățământul sătesc în Țara Românească și Moldova în etapa 1838-1848. Ibidem, pag. 38-45
81. Studiul limbilor străine în școlile din Țara Românească și Moldova. Ibidem, pag. 46-50
82. Învățământul din Transilvania. Școli medii românești. Ibidem, pag. 51-54
83. Conținutul învățământul în etapa 1832-1848. (programe, manuale, metode). Ibidem, p. 77-80
84. Învățământul muzical în etapa 1832-1848. Ibidem. p. 93-96
85. Învățământul seminarial din Țara Românească și Moldova în etapa 1832-1848. Ibidem, pag. 96-101
86. Învățământul pentru fete (1832-1848). Ibidem, p. 108-111
87. Relațiile dintre teritoriile românești pe linie de învățământ. Ibidem, p. 114-116
88. Situația învățământului românesc în preajma revoluției de la 1848. Ibidem. p. 134-135
89. Organizarea învățământului din Țara Românească și Moldova în etapa 1848-1859, Ibidem, p. 148-156
90. Învățământul de grad superior în Țara Românească, Ibidem. p. 163-164
91. Învățământul de grad superior în Moldova, Ibidem, p. 165-166
92. Învățământul muzical în etapa 1848-1859, Ibidem, p. 177-178
93. Învățământul seminarial (1848-1859), Ibidem, p. 179-180
94. Învățământul pentru fete (1848-1859), Ibidem, p. 184-186
95. Aaron Florian (1805-1887), ibidem. p. 197-199
96. George Barițiu (1812-1893), Ibidem, p. 202-203
97. Mentovic Ferenc (1812-1893), Ibidem, p. 211-212
98. Participarea oamenilor școlii la campania unionistă din anii 1856-1859, Ibidem, p. 216-218
99. Învățământul primar din Principatele Române în etapa 1859-1878. Ibidem, p. 231-232
100. Învățământul secundar din Principatele Române în etapa 1859-1878, Ibidem, p. 233-234
101. Învățământul particular din Principatele Române în etapa 1859-1878, Ibidem, p. 235-238
102. Învățământul seminarial din Principatele Române în etapa 1859-1878. Ibidem, p. 293-295
103. Instrucția si educația fetelor în etapa 1859-1878 din Principatele Române, Ibidem, p. 313-304
104. Învățământul în Basarabia, Ibidem, p. 243-254
105. Pregătirea personalului didactic din Principatele Române în etapa 1859-1878. Ibidem, p. 315
106. Manuale școlare folosite în școli în etapa 1859-1878. Ibidem, p. 303-304
107. Școli românești în Peninsula Balcanică. Ajutorul acordat de statul român, Ibidem p. 320-322
108. Vasile Alexandrescu Urechia (1834-1904), Idem p. 331 -340
109. Învățământul primar și mediu din România în perioada 1878-1918. Ibidem, p. 349-351
110. Învățământul secundar din România în etapa 1878-1918, Ibidem, p. 354-358
111. Învățământul particular din România în etapa 1878-1918, Ibidem, p. 359-360
112. Învățământul din Basarabia (1878-1918), Ibidem, p. 365-373
113. Conținutul învățământului primar în perioada 1878-1918. Ibidem, p. 375-376
114. Învățământul seminarial-teologic din România în perioada 1878-1918. Ibidem, p. 395-398
115. Învățământul pentru fete (1878-1918), Ibidem, p. 399-403
116. Școli românești în Peninsula Balcanică în etapa 1878-1918, Ibidem, p. 408-410
117. Scriitori români și rolul lor în dezvoltarea școlii românești, Ibidem, p. 436-438
118. Școala românească și Războiul Reîntregirii. Ibidem, p. 439-448
119. Învățământul din România. Bibliografie generală, Ibidem, p. 456-472
120. Indice de nume și de materii pentru istoria învățământului din România, Ibidem, p. 473-492
121. Material ilustrativ pentru istoria învățământului din România, voi. I și II (97 pagini).
122. Noi documente privind activitatea de bibliotecar a lui Mihail Eminescu, în „Studii și cercetări de bibliologie", 1968, nr. 2
123. Organizațiile profesionale ale cadrelor didactice din România între 1865-1944. recenzie în „Revista de pedagogie", 1969, nr. 4
124. Învățământul în Argeș în secolul al XVIII-lea. în „Culegerea Institutului Pedagogic Pitești", (în colab. cu losif Antohi)
125. Date noi despre Școala lui Gheorghe Lazăr. în „Forum", revistă a învățământului superior, 1969, nr. 3
126. Contribuții la „Bibliografia românească veche". în „Revista bibliotecilor". 1969, nr. 2
127. Din trecutul unei școli centenare. în „Revista de pedagogie". 1967, nr. 10
128. Simpozion 1907, în „Revista de pedagogie", 1967, nr. 5
129. Gramatica română programată structural. în „Caiet de pedagogie experimentală", 1968, nr. 1
130. Slujitorii școlii românești și revoluția de la 1848. în „Revista de pedagogie", 1968, nr. 6
131. Răducanu Burdeanu - un bibliotecar progresit. în „Revista bibliotecilor". 1968, nr. 6
132. Figuri de bibliotecari revoluționari la 1848. în „Studii și cercetări de biblioctomie", 1968, nr. 2
133. Cartea didactică și literară în bibliotecile școlare în prima jumătate a secolului al XlX-lea, în „Sudia bibliologica", 1969
134. Idei democratice în activitatea organizatorilor școlilor naționale. (1832-1848), în „Analele universității din București, Seria Pedagogie”, 1969
135. Noi documente privind Școala din Șchei-Brașov, „Revista de pedagogie”, 1969, nr. 4
136. Începuturile școlii naționale din Galați. în „Buletin Științific", Galați, 1969
137. Urme vechi de cultură românească în Vâlcea. în „Mitropolia Olteniei", 1969, nr. 12.
138. Școli în sate argeșene în anul 1838, în Revista „Argeș", 1970, septembrie.
139. Domnia - factor al culturii feudale, în „Istoria pedagogiei românești", vol. 1, București, 1970, pag. 32-38
140. Școli de copiști în Țara Românească și Moldova în secolele XIV-XVI, Ibidem, p. 63-69
141. Școala de la Cotnari (Moldova). Ibidem. p. 131-136
142. Școli de grămătici în Țara Românească și Moldova în secolele XIV-XVI. Ibidem, p. 116-117
143. Școala greco-latină de la Târgoviște, 1646-1650. Ibidem, p. 162-174
144. Tineri transilvăneni în școlile din Țara Românească și Moldova (Mănăstirea dintr-un lemn, Curtea de Argeș); București și Iași, Ibidem, p. 180-192
145. Preocupări metodice în predarea lecțiilor în perioada 1640-1716. Ibidem, p. 227-241
146. Învățământul românesc sub regimul fanariot, Ibidem, p. 251-262
147. Reorganizarea Academiei domnești de la Sf. Sava în secolul ai XVIII-lea. Ibidem, p. 243-252
148. Manuale didactice românești în secolul al XVII-lea. Ibidem, p. 303-319
149. Școli înființate din inițiativă particulară în Țara Românească în secolele XVII-XVIII. Ibidem, p. 341-352
150. Școala de la Colțea, în secolul al XVIII-lca. Ibidem, p. 162-174
151. Mărturii revoluționare păstrate în arhivele vremii. în „Gazeta învățământului", 1971 (aprilie)
152. Iașul cu vechi tradiții. în „Flacăra Iașului", 1971
153. Pericolul bolșevismului, în revista „Lumina", 1936
154. Din activitatea studenților antifasciști. în „Universitas". 1971, vol. II
155. Începuturile școlii prahovene, în „Studii și comunicări" (Institutul Politehnic București), 1973
156. Dumitru Cantemir - pedagog, în Revista „Argeș", 1973
157. Un bibliotecar voluntar în războiul din 1877-1878. în „Revista bibliotecilor". 1973, nr. 2
158. Ion Petrescu, dascăl revoluționar la 1848. în Revista „Argeș", 1973
159. Învățătorul C.A.Popescu-Prahoveni. în Revista „Argeș", 1992
160. 0 prestigioasă aniversare: 150 de ani de la nașterea lui V.A.Urechia. în „Arhivele Olteniei”, 1985
161. Cărturarul Aaron Florian și Argeșul - 180 de ani de la naștere. în Revista „Argeș", 1985
162. Câteva documente câmpulungene inedite din perioada 1775-1819. în „Studii și Comunicări Muzeul Câmpulung Muscel"
163. Câmpulungeni abonați la Cronica lui Gheorghe Șincai. în „Studii și Comunicări - Muzeul Câmpulung Muscel", 1989
164. Nume de locuri din Muscel (Cursul superior al Dâmboviței), în „Studii și Comunicări, Muzeul Câmpulung Muscel", 1988, p. 253-262 (în colab.)
165. 150 de ani de la înființarea Școlii naționale din Pitești, în Revista „Argeș", 1983, nr.2
166. Dascăli argeșeni revoluționari pașoptiști, în Revista „Argeș", 1981 (septembrie)
167. Slujitorii școlii din județul Olt și revoluția de la 1848, în „Revista de pedagogie", 1988, nr. 7
168. Școala națională din Slatina. în „Revista de pedagogie", 1989. nr.2
169. Mihai Teodor (1821-1914), vechi slujitor al școlii bisericești din Craiova. în „Mitropolia Olteniei", 1989, nr. 5-6, p. 119-127 (în colab. cu Adrian Săvoiu)
170. Ion Ghica și unele probleme școlare, în „Almanahul părinților", 1991
171. Tradiții românești privind învățătura de carte a soțiilor și a fiicelor de voievozi. în .Almanahul părinților", 1992
172. Relația dintre școală și familie în perioada 1832-1848 în „Almanahul părinților", 1992. p. 123-124
173. Contribuția cadrelor didactice la realizarea statului național român de la 1 decembrie 1918, în „Buletinul Societății de Științe Filologice din România pe anul 1988", București, 1988. p. 36-37
174. Nicolae Alexandru voievod. în „Oameni de seamă dăruiți țârii de orașul Câmpulung Muscel", 1974, pag.3-4 (în colab. cu FI. Mârțu)
175. Câmpulung Muscel, 780 de ani de atestare documentară. în „Gazeta Muscel", 1995 (septembrie)
176. Dascălul C. Stanciovici și teatrul de la Târgu Jiu, inițiat de el înainte de 1848. în „Crinul satului", Târgu Jiu, 1995
177. Muscelul - centru de rezistență anticomunistă. în „Gazeta de Muscel", 1995 (octombrie)
178. Biserica română - școală prin secole. în „Chemarea credinței" - jurnal religios, 1993, nr. 1 (martie), p. 1  1-12
179. Ilie Popescu-Teiușan, istoric al învățământului românesc, în: „Tradiții", Buletin al Fundației Colegiului național „Nicolae Bălcescu" din Craiova, 1994